# Ketanserina
La ketanserina es un antagonista selectivo de los receptores serotoninérgicos 5-HT2 desprovisto de propiedades agonistas. Aunque creada como antagonista de los receptores de 5-HT, bloquea también los receptores adrenérgicos α1.
La ketanserina abrió una nueva época en la farmacología de los receptores de 5-hidroxitriptamina (5-HT) y es el prototipo de antagonista de los receptores 5-HT2A a los que bloquea de manera poderosa. Ahora bien, antagoniza con menor potencia en los receptores 5-HT2C y carece de efecto importante sobre los receptores 5-HT3 o 5-HT4 o sobre cualesquiera de los miembros de la familia de receptores de 5-HT1. Es importante señalar que también tiene gran afinidad por los receptores adrenérgicos α y los receptores de histamina H1.

## Acciones
La ketanserina disminuye la presión arterial en pacientes hipertensos y origina una reducción equivalente a la que se observa con los antagonistas del receptor adrenérgico β o los diuréticos. Posee otras propiedades: disminuye la resistencia vascular periférica, disminuye la agregación plaquetaria, mejora los parámetros hemorreológicos (disminuye la hiperviscosidad sanguínea y devuelve elasticidad al eritrocito) y mejora el perfil de lípidos.
Por vía oral, la ketanserina es metabolizada en el hígado para convertirse en el metabolito ketanserol (ketanserin-ol), con muy poca actividad farmacológica. También pueden encontrarse pequeñas cantidades del fármaco original que se excreta por la orina junto al ketanserol.

## Uso actual
Hoy en día la ketanserina se utiliza en gel, como cicatrizante; y en óvulos vaginales, combinada con metronidazol y miconazol para infecciones vaginales.
Cuando se aplica tópicamente, la ketanserina muestra efectos sobre la cicatrización ya que interviene en inflamación, granulación y epitelización, con excepción de las quemaduras, donde la reepitelización es muy baja.

## Uso en embarazo y lactacia
Este apartado aplica solo para las versiones inyectables y orales
Embarazo
Los estudios en animales con uso de ketanserina no ha mostrado efectos teratogénicos, se desconocen sus efectos en mujeres embarazadas. Ocasionalmente, la ketanserina se ha utilizado (con ácido acetilsalicílico) para prevenir o tratar los estados de eclampsia o pre-eclampsia sin que se hayan notificado efectos fetotóxicos. Sin embargo, debido a la escasa información existente al respecto, no se recomienda el uso de este medicamento en el embarazo (Categoría C).
Lactancia
No existen datos.